# Bericide
Bericidele (Berycidae) sunt o familie de pești osoși marini batipelagici din ordinul Beryciformes care trăiesc în zona abisală, dar nu pe fund, în oceanul Atlantic, Indian și în părțile vestice și centrale ale oceanului Pacific. Cele mai multe specii se întâlnesc la adâncimi de 200-600 m. Se hrănesc mai ales cu zooplancton. Familia cuprinde 2 genuri, Beryx și Centroberyx, cu 10 specii. Partea dorsală, capul și bazele înotătoarelor sunt roșii portocalii; flancurile de culoare roză pe un fond argintiu. Irisul roșu.
Au corpul comprimat lateral;  peduncul caudal este scurt. Ochii foarte mari. Gura mare, oblică. Sunt pești de talie mijlocie (până la aproximativ 70 cm lungime totală). Înotătoarea ventrală cu un spin și 7-13 radii moi; înotătoarea dorsală necrestată, cu 4-7 spini, care cresc în lungime de la primul la ultimul, și 12-20 radii moi; înotătoarea anală cu 4 spini și 12-17 (Centroberyx) sau 25-30 (Beryx) radii moi. Pe linia laterală se află 39-51 (Centroberyx) sau 66-82 (Beryx) solzi și au 24 vertebre.

## Sistematica
- Familia Berycidae
  - Genul Beryx Cuvier 1829
    - Beryx decadactylus Cuvier, 1829
    - Beryx mollis Abe, 1959
    - Beryx splendens Lowe, 1834

  - Genul Centroberyx Gill 1862
    - Centroberyx affinis (Günther, 1859)
    - Centroberyx australis Shimizu & Hutchins, 1987
    - Centroberyx druzhinini (Busakhin, 1981)
    - Centroberyx gerrardi (Günther, 1887)
    - Centroberyx lineatus (Cuvier, 1829)
    - Centroberyx rubricaudus Liu & Shen, 1985
    - Centroberyx spinosus (Gilchrist, 1903)